# Ashanti (cantante)
Ashanti Shequoiya Douglas (Glen Cove, Nueva York, 13 de octubre de 1980), conocida simplemente como Ashanti, es una cantante, compositora, productora discográfica, bailarina, poeta, actriz y diseñadora de moda estadounidense. Es más conocida por su álbum debut homónimo, 'Ashanti', que incluyó la exitosa canción «Foolish», y vendió más de 503 000 copias en su primera semana solamente en Estados Unidos en abril de 2002, superando mayores ventas en álbumes de debut como Alicia Keys y Lauryn Hill.

## Biografía

### 1980-2000: Infancia e inicios musicales
Ashanti nació en Glen Cove, Long Island, Nueva York, y sus padres son Ken Kaide y Tina Douglas. Tiene ascendencia afroamericana, dominicana y china, Su nombre, Ashanti, deriva de la antigua nación africana Imperio asante. Después de graduarse en el instituto, Ashanti fue aceptada en la Universidad Hampton & Princeton, pero rechazó la oferta de convertirse en una estudiante universitaria para convertirse en una estrella del panorama musical Pop/R&B americano. Durante la búsqueda de la fama, se perfeccionó como bailarina en el "Bernice Johnson Cultural Arts Center", aprendiendo numerosos estilos de baile. Bailó en el musical de Disney "Polly", que actuaba como Phylicia Rashad, y además apareció en vídeos musicales y en la película de Spike Lee, "Malcolm X".

### 2001-2002: corista deBig Puny pequeñas colaboraciones
Ashanti se convirtió en la corista del rapero Big Pun en la canción "How We Roll". Además, apareció en el 2001 en la banda sonora de la película "The Fast & The Furious", como artista invitada en la adaptación de la canción de Madonna "Justife My Love", versión Hip-Hop/R&B, junto con el cantante de R&B Vita; y un tema en solitario, "When a Man Does Wrong". Apareció como corista en la canción de Ja Rule y Jennifer Lopez "I'm Real [Murder Remix]" y en la canción del rapero Fat Joe, "What's Luv?". Poco después colaboró con el tema del artista rapero Ja Rule "Always On Time". "What's Luv?" y "Always On Time" fueron publicados simultáneamente y se convirtieron en dos éxitos en el año 2002. Ashanti se convirtió en la única cantante femenina en obtener dos posiciones muy buenas en el "U.S. Billboard Hot 100 Chart" con estos dos sencillos, que se convirtieron en número 1 y número 2, respectivamente.

### 2002-2003: Álbum debut,Ashanti
Después del éxito que tuvieron sus colaboraciones con Ja Rule y Fat Joe, Ashanti publicó su sencillo debut, "Foolish", que fue el éxito del año 2002 en el USA Billboard Chart del 2002, siendo durante 10 semanas consecutivas número 1 en EE. UU. El álbum debut de Ashanti, titulado "Ashanti", debutó en el número 1 en su primera semana en EE. UU., vendiendo más de 500 000 copias en su primera semana, certificando 3 Discos de Platino, y vendiendo más de 3 000 000 de copias en EE. UU. y 300 000 álbumes en el Reino Unido. [cita requerida]
"Happy" fue elegido como segundo sencillo del álbum y "Baby" como el tercer sencillo. No tuvieron mucho éxito como el primer sencillo "Foolish", pero ambos alcanzaron el Top 20 en EE. UU. Durante el verano de 2002, Ashanti apareció en la canción de Ja Rule "Down 4 Ya", junto con los raperos Vita y Charli Baltimore, apareciendo en la compilación de Murder Inc. "Irv Gotti Presents The Inc". El álbum debut de Ashanti consiguió numerosos premios, como 8 "Billboard Music Awards", 2 "American Music Awards, "La Chica del Soul" por el "Aretha Franklin Entertainer of the Year" y 1 "Grammy". En 2003, volvió a colaborar con Ja Rule en el single "Mesmerize", que llegó al Top 10 en EE.UU., y en el videoclip parodiaba a la película "Grease".

### 2003:Chapter IIyChristmas Album
En julio de 2003 publicó su segundo álbum, "Chapter II". Debutó rápidamente en el número 1 en el Billboard Chart de EE. UU. y vendió más de 320 000 discos en su primera semana de salida, ceritificándose Disco de Platino en UK y EE. UU. Vendió más de 5 000 000 de copias en EE. UU. y Reino Unido.[cita requerida]. 
El primer sencillo de "Chapter II" fue "Rock Wit U [Awww Baby]", llegando al número 2 en las listas de ventas de EE. UU. y al número 6 en Reino Unido. El sexy videoclip, donde Ashanti mostraba un bikini muy sexy en una playa y un elefante, fue nominado en 2003 como el mejor videoclip del año 2003 en los "MTV Video Music Awards". 
El segundo sencillo fue "Rain On Me", que alcanzó el Top 10 en EE. UU. y Reino Unido. Mundialmente, el disco fue el que más éxito disfrutó, llegando al Top 20 en numerosos países europeos y asiáticos. "Rock Wit U" llegó al número 1 en Austria, Suiza, Israel, China [videoclip diferente al normal] y Japón, y al Top 10 en toda Europa y Australia. El álbum vendió más de 8 000 000 de copias en todo el mundo.
Este álbum titulado "Christmas Album" se publicó en Navidades de 2003 en el Reino Unido y Estados Unidos, pero fue un fracaso de ventas, llegando al número 160 en Estados Unidos y al número 456 en el Reino Unido. Vendió menos de 1 000 000 copias en total. En esas fechas, el FBI estaba investigando a la discográfica de Ashanti, Murder Inc. Records, porque supuestamente la discográfica fue financiada por medio de dinero proveniente de las drogas.

### 2004-2008:Concrete RoseyCollectables by Ashanti
En 2004 Ashanti regresó al panorama musical, después de un breve descanso, participando en programas de televisión en Estados Unidos, como el "VH1 Divas", o en el Reino Unido, como en "Top Of The Pops" o "CD:UK". Ashanti colaboró en el sencillo del rapero Lloyd "Southside", llegando al número 25 en EE. UU., y en el sencillo de Ja Rule y R. Kelly titulado "Wonderful", llegando al número 1 en Reino Unido y en EE. UU. alcanzó el número 3. Además, colaboró con el rapero Shyne en el sencillo "Jimmy Choo", siendo un fracaso en las listas de ventas norteamericanas.
Ashanti publicó su tercer álbum, "Concrete Rose" en diciembre de 2004. El álbum no tuvo tanto éxito como sus predecesores, debutando en el número 7 en el Top Chart de los Estados Unidos, y en el número 25 en las Listas de Ventas del Reino Unido. En su primera semana, el disco vendió algo más de 250 000 copias en Estados Unidos, y en el Reino Unido vendió en total algo menos de 100 000 copias. El primer sencillo se tituló "Only U", llegando al número 13 en Estados Unidos, y alcanzando el número 2 en el Reino Unido, siendo su primer gran éxito en Reino Unido. El segundo sencillo, "Don't Let Them", cayó del Chart de EE. UU. llegando al #324 en Estados Unidos, pero llegando al número 38 en el Reino Unido. De nuevo, el álbum fue Platino en EE. UU.
En diciembre del 2005 Ashanti publicó su Greatest Hits Collection, titulado "Collectables by Ashanti". El álbum contenía 6 remixes de sus anteriores Hit-Singles y 4 nuevas canciones, incluyendo en sencillo "Still On It", con los raperos Paul Wall y Method Man. El álbum fue considerado como la oportunidad que tenía para finalizar su contrato con Murder Inc./Def Jam Recording USA. El álbum fue un fracaso, debutando en el número 59 en Estados Unidos y en número 72 en el Reino Unido. Vendió menos de 105 000 copias en total.
El álbum fue publicado en Canadá, Alemania, Australia, Irlanda y Francia, pero fracasó en las listas de estos cinco peaíses. Después de estos pésimos resultados, la discográfica Def Jam Recording USA, decidió no promocionar el álbum a nivel europeo ni asiático, siendo solamente publicado en Europa y Asia, pero sin obtener ventas del recopilatorio de Ashanti. En total, Ashanti vendió menos de 100 000 copias en todo el mundo.
Ashanti publicó su cuarto disco en una nueva discográfica americana. Salió a la venta en junio de 2008. Algunos títulos de las canciones incluidas en el CD son: Hey Baby (After The Club), Switch y Girlfriend. Su primer sencillo es The Way That I Love You.

## Vida personal
El 1 de enero de 2003, Ashanti conoció al rapero Nelly en una conferencia de prensa en la 45.ª edición de los Premios Grammy, y empezaron a salir poco después. Se separaron tras una década juntos, y no reanudaron su romance hasta 2023. En diciembre de ese año se hizo público que iban a ser padres.

## Otras actividades
Ashanti se ha unido a la lista de las cantantes que, como Jennifer Lopez, Christina Milian o Toni Braxton, publican algo comercial. Ashanti publicó un libro de poesía, titulado "Foolish/Unfoolish Reflections On Love" en 2002 y un perfume, "Precious Jewel by Ashanti", en octubre de 2005. En 2005 firmó un contrato con la marca Sears para sacar al mercado una línea propia de moda vaquera titulado "Delicious Curves" y, para la línea infantil, "Princess". Publicará otro libro en 2007.

## Carrera cinematográfica
Después del éxito en su carrera musical, Ashanti se atrevió con el mundo del cine. En 2004, apareció en el musical de Bollywood, "Bride & Prejudice", en el que cantó "My Lips Are Waiting". En enero del 2005 actuó en "Coach Carter", con Samuel L. Jackson. Apareció en el musical infantil "The Muppets & El Mago de Oz". En el 2006 trabajó en la película John Tucker Must Die, gran éxito en EE. UU. y Reino Unido. Además, en 2007 apareció en la película Resident Evil: Extinción.

## Filmografía
- Bride and Prejudice (2004)
- The Muppets' Wizard of Oz (2005)
- Coach Carter (2005)
- John Tucker Must Die (2006)
- Resident Evil: Extinction (2007)
- Mutant World (2014)
- No Address (2025)[4]

## Televisión
- American Dreams (2002)
- Sabrina, the Teenage Witch (2002)
- WrestleMania XIX actuación en America The Beautiful (2003)
- The Proud Family (voice) (2003)
- Buffy La Caza Vampiros (2003) capítulo 14 La primera cita.
- Pepsi Smash (Commercial)(2003)
- Punk'd (2004)
- Oxygen: Custom Concert (2004)
- Las Vegas (serie de televisión) (2005)
- All That (2005)
- Oprah Winfrey's Legends Ball (2006)
- 2007 World Series (Opening: 'God Bless America') (2007)
- NFL Thanksgiving Classic CBS (Opening: 'National Anthem') (2007)
- BET Awards Nomination Special "I Wanna Thank My Mama" (host) (2008)
- MANswers (skit) (2009)
- Extreme Makeover: Home Edition (2010)
- The Biggest Loser  (2010)

## Discografía

### Álbumes
Países dónde Sophie ha tenido éxito: Estados Unidos (USA), Reino Unido (UK), Canadá (CAN), Irlanda (IRL), Australia (AUS), Alemania (ALE), Austria (AUT), Francia (FRA), Holanda (HOL), España (ESP), Italia (ITA), Israel (ISR), China (CHN), Japón (JPN), Suecia (SUE), Noruega (NOR), México (MEX) y Argentina (ARG).
| Año  | Álbum                     | Listas | Listas | Listas | Listas | Listas | Listas | Listas | Listas | Listas | Listas | Listas | Listas | Listas | Listas | Listas | Listas | Listas | Listas |                                                   |
| Año  | Álbum                     | USA    | UK     | CAN    | IRL    | AUS    | ALE    | AUS    | FRA    | HOL    | SUI    | ITA    | ISR    | CHN    | JPN    | SUE    | NOR    | MEX    | ARG    | UWC                                               |
| ---- | ------------------------- | ------ | ------ | ------ | ------ | ------ | ------ | ------ | ------ | ------ | ------ | ------ | ------ | ------ | ------ | ------ | ------ | ------ | ------ | ------------------------------------------------- |
| 2002 | "Ashanti"                 | 1      | 3      | 10     | 3      | 27     | 30     | 48     | 50     | 58     | 9      | 8      | 2      | 5      | 6      | 10     | 14     | 21     | 13     | Compañía: Murder Inc. Copias vendidas: 6 000 000. |
| 2003 | "Chapter II"              | 1      | 5      | 6      | 6      | 15     | 21     | 30     | 20     | 28     | 2      | 4      | 1      | 2      | 3      | 4      | 3      | 7      | 11     | Compañía: Murder Inc. Copias vendidas: 8 000 000. |
| 2003 | "Ashanti's Christmas"     | 160    | 43     | 78     | —      | —      | —      | —      | —      | —      | —      | —      | —      | —      | —      | —      | —      | —      | —      | Compañía: Murder Inc. Copias vendidas: 100 020.   |
| 2004 | "Concrete Rose"           | 7      | 25     | 18     | 30     | 34     | 80     | 74     | 58     | 61     | 27     | 28     | 19     | 21     | 37     | 48     | 51     | 38     | 29     | Compañía: Murder Inc. Copias vendidas: 2 000 000. |
| 2005 | "Collectables by Ashanti" | 59     | 72     | 290    | 110    | 420    | 578    | —      | 623    | —      | —      | —      | —      | —      | —      | —      | —      | —      | —      | Compañía: Murder Inc. Copias vendidas: 105 000.   |
| 2008 | "The Declaration"         | 6      | 119    | TBR    | TBR    | TBR    | TBR    | TBR    | TBR    | TBR    | TBR    | TBR    | TBR    | TBR    | TBR    | TBR    | TBR    | TBR    | TBR    | Compañía: Def Jam/Universal. Copias vendidas: ?   |

### Sencillos
| Año  | Álbum                          | Listas | Listas | Listas | Listas | Listas | Listas | Listas | Listas | Listas | Listas | Listas | Listas | Listas | Listas | Listas | Listas | Listas | Listas |                                                       |
| Año  | Álbum                          | USA    | UK     | CAN    | IRL    | AUS    | ALE    | AUS    | FRA    | HOL    | SUI    | ITA    | ISR    | CHN    | JPN    | SUE    | NOR    | MEX    | ARG    |                                                       |
| ---- | ------------------------------ | ------ | ------ | ------ | ------ | ------ | ------ | ------ | ------ | ------ | ------ | ------ | ------ | ------ | ------ | ------ | ------ | ------ | ------ | ----------------------------------------------------- |
| 2001 | "Always On Time" (con Ja Rule) | 1      | 6      | 5      | 7      | 2      | 14     | 21     | 20     | 30     | 27     | 11     | 7      | 5      | 10     | 11     | 8      | 9      | 7      | Álbum: Pain Is Love (Ja Rule).                        |
| 2002 | "Foolish"                      | 1      | 4      | 2      | 5      | 3      | 7      | 10     | 8      | 20     | 8      | 7      | 1      | 1      | 1      | 1      | 2      | 3      | 1      | Álbum: Ashanti.                                       |
| 2002 | "What's Luv?"                  | 2      | 4      | 4      | 11     | 5      | 10     | 7      | 15     | 20     | 5      | 10     | 8      | 16     | 19     | 8      | 18     | 21     | 7      | Álbum: Jealous Ones Still Envy (J.O.S.E.) de Fat Joe. |
| 2002 | "Happy"                        | 8      | 13     | 27     | 25     | 38     | 49     | 80     | 69     | 78     | 28     | 37     | 48     | 38     | 41     | 24     | 31     | 58     | 60     | Álbum: Foolish.                                       |
| 2002 | "Down 4 U"                     | 6      | 4      | 10     | 11     | 12     | 11     | 24     | 38     | 48     | 23     | 20     | 37     | 40     | 57     | 23     | 25     | 38     | 41     | Álbum: Irv Gotti Presents... The Inc..                |
| 2002 | "The Pledge"                   | 315    | —      | —      | —      | —      | —      | —      | —      | —      | —      | —      | —      | —      | —      | —      | —      | —      | —      | Álbum: Irv Gotti Presents... The Inc..                |
| 2002 | "Baby"                         | 15     | —      | —      | —      | —      | —      | —      | —      | —      | —      | —      | —      | —      | —      | —      | —      | —      | —      | Álbum: Foolish.                                       |
| 2003 | "Mesmerize"                    | 2      | 12     | 26     | 15     | 48     | 28     | 38     | 41     | 68     | 31     | 40     | 38     | 29     | 35     | 28     | 19     | 25     | 30     | Álbum: The Last Temptation de Ja Rule.                |
| 2003 | "Into You"                     | 4      | 18     | —      | —      | —      | —      | —      | —      | —      | —      | —      | —      | —      | —      | —      | —      | —      | —      | Álbum: Street Dreams de Fabolous.                     |
| 2003 | "Rock Wit U [Awww Baby]"       | 2      | 7      | 3      | 5      | 1      | 2      | 2      | 3      | 7      | 1      | 2      | 1      | 1      | 1      | 2      | 3      | 4      | 2      | Álbum: Chapter II.                                    |
| 2003 | "Rain On Me"                   | 7      | 19     | 20     | 27     | 38     | 49     | 78     | 80     | 98     | 53     | 61     | 80     | 91     | 102    | 58     | 78     | 69     | 81     | Álbum: Chapter II.                                    |
| 2004 | "Southside"                    | 25     | 58     | —      | —      | —      | —      | —      | —      | —      | —      | —      | —      | —      | —      | —      | —      | —      | —      | Álbum: Southside, de Lloyd.                           |
| 2004 | "Only U"                       | 13     | 2      | 20     | 4      | 11     | 10     | 9      | 8      | 15     | 2      | 3      | 2      | 2      | 3      | 4      | 2      | 2      | 6      | Álbum: Concrete Rose.                                 |
| 2004 | "Wonderful"                    | 5      | 1      | 6      | 2      | 2      | 1      | 2      | 1      | 4      | 1      | 2      | 1      | 1      | 1      | 2      | 1      | 1      | 3      | Álbum: R.U.L.E., de Ja Rule.                          |
| 2005 | "Jimmy Choo"                   | 420    | 100    | —      | —      | —      | —      | —      | —      | —      | —      | —      | —      | —      | —      | —      | —      | —      | —      | Álbum: Godfather Buried Alive, de Shyne.              |
| 2005 | "Don't Let Them"               | 324    | 38     | —      | —      | —      | —      | —      | —      | —      | —      | —      | —      | —      | —      | —      | —      | —      | —      | Álbum: Concrete Rose.                                 |
| 2005 | "Still On It"                  | 55**   | 98     | —      | —      | —      | —      | —      | —      | —      | —      | —      | —      | —      | —      | —      | —      | —      | —      | Álbum: Collectables by Ashanti.                       |
| 2006 | "Pac's Life" Feat. T.I.        | 104    | 21     | 58     | 39     | 34     | 28     | 19     | 10     | 17     | 13     | 20     | 19     | 8      | 15     | 12     | 35     | 27     | 18     | Álbum: Pac's Life de 2Pac.                            |
| 2007 | "Put A Lil' Umph In It"        | 49**   | —      | —      | —      | —      | —      | —      | —      | —      | —      | —      | —      | —      | —      | —      | —      | —      | —      | Álbum: Baby Makin' Project, de Jagged Edge.           |
| 2007 | "Hey Baby (After the Club)"    | 87**   | —      | —      | —      | —      | —      | —      | —      | —      | —      | —      | —      | —      | —      | —      | —      | —      | —      | Álbum: The Declaration.                               |
| 2008 | "The Way That I Love You"      | 6**    | —      | —      | —      | —      | —      | —      | —      | —      | —      | —      | —      | —      | —      | —      | —      | —      | —      | Álbum: The Declaration.                               |

- (*) #18 posición corresponde al UK R&B Singles Chart.
- (**) corresponde al Billboard Hot R&B/Hip Hop Songs Chart.